# Забух
Забу́х (азерб. Zabux) — село в Лачынском районе Азербайджана, на берегу одноимённой реки. Село является центром Забухского сельского административно-территориального округ.
С середины мая 1992 года по 1 декабря 2020 года село находилось на территории, которую контролировала непризнанная Нагорно-Карабахская Республика, и носило там название Ахавно (арм. Աղավնո). Впоследствии в селе были построены дома для армянских переселенцев из Ливана.
После соглашения о прекращении огня в Нагорном Карабахе Лачинский коридор, на котором было расположено село, находился под временным военным контролем миротворческого контингента Российской Федерации. 26 августа 2022 года, после строительства нового маршрута движения по Лачинскому коридору и передислокации туда миротворческого контингента, село полностью было возвращено под контроль Азербайджана.

## Этимология
Прежним названием села было «Хут Забух». Ойконим происходит от курдского слова «забок».

## География
Село Забух является центром Забухского сельского административно-территориального округа Лачынского района Азербайджана, при этом в состав этого сельского административно-территориального округа входят также и сёла Бейлик, Гызылджа и Сус. Село Забух расположено в 16 км к югу от районнаго центра — города Лачын, на берегу реки Забух, на Карабахском нагорье.

## Демография
В разный период Забух имел разный национальный состав населения. Согласно Кавказскому календарю на 1856 год, в кочевье Забуг проживали курды-шииты, говорившие на «татарском» (азербайджанском) языке. Согласно данным Свода статистических данных о населении Закавказскаго края, в 1886 году население села составляло 112 человек, все курды. Согласно Кавказскому календарю на 1910 год, в 1908 году в селе проживало 345 человек, в основном азербайджанцы, указанные как «татары». Согласно Кавказскому календарю на 1912 год, в 1911 году население Забуга составляло 150 человек, в основном армяне. Согласно Кавказскому календарю на 1915 год, в селе проживало 83 человека, в основном азербайджанцы, указанные как «татары». В сельскохозяйственной переписи 1921 года числится как разрушенное и незаселённое.
8 августа 1930 года был образован Лачинский район Азербайджанской ССР. По материалам издания «Административное деление АССР», подготовленного в 1933 году Управлением народно-хозяйственного учёта Азербайджанской ССР (АзНХУ), по состоянию на 1 января 1933 года в селе Забук, являвшемся центром одноимённого сельсовета Лачинского района Азербайджанской ССР, насчитывалось 43 хозяйства и 151 житель (76 мужчин и 75 женщин). Национальный состав всего сельсовета (сёла Багырлы, Маркиз, Кызылджа, Татдера и других) состоял на 99,1 % из тюрков (азербайджанцев).

## История
На 1979 год в селе Забух проживало 487 человек. Основными занятиями населения были хлебопашество и животноводство. В селе имелись восьмилетняя школа, клуб, библиотека, киноустановка, медпункт и отдел связи.

### Карабахский конфликт
Забух был захвачен армянскими вооружёнными формированиями в мае 1992 года, после чего иностранные журналисты стали свидетелями грабежей и поджогов в селе. Канадский журналист Дэниел Брок, побывавший в селе год спустя, сообщил, что оно «полностью заброшено» и от него остались только «две дюжины обгорелых домов без крыш».
Вскоре армянские власти переименовали село в Ахавно и заселили его армянскими переселенцами из Армении и армянских общин Сирии и Ливана. В 2016 году в селе был построен новый квартал «Ариаван».

### Возвращение под контроль Азербайджана
По условиям трёхстороннего соглашения между Азербайджаном, Арменией и Россией об окончании Второй Карабахской войны Лачинский район был возвращён под контроль Азербайджана 1 декабря 2020 года, но Лачинский коридор, в котором расположено село, перешёл под контроль российских миротворцев. Соглашением было предусмотрено, что в течение трёх лет будет построен новый маршрут, который соединит Армению и Нагорный Карабах, после чего российский миротворческий контингент должен был быть впоследствии передислоцирован для охраны этого маршрута.
В апреле 2022 года глава Государственного агентства автомобильных дорог Азербайджана Салех Мамедов заявил, что новая дорога будет готова к июлю. 27 июня 2022 года премьер-министр Армении Никол Пашинян заявил на пресс-конференции, что после строительства нового маршрута движения по Лачинскому коридору, территории, не находящиеся в границах бывшей НКАО, в том числе село Забух, перейдут под контроль Азербайджана.
К августу 2022 года Азербайджан построил свою часть дороги в обход Лачина и Забуха, Армения же — ещё нет. 2 августа власти непризнанной НКР сообщили, что азербайджанская сторона передала им требование организовать сообщение с Арменией по другому маршруту, в обход существующего. 3 августа, в разгар обострения на линии соприкосновения, Азербайджан обвинил Армению в затягивании строительства своей части дороги, тогда как часть, за которую отвечает Азербайджан, уже построена. В то же время секретарь Совета безопасности Армении Армен Григорян заявил, что требование Азербайджана по Лачинскому коридору неправомерно, так как армянская сторона пока не согласилась ни на один план строительства новой дороги. 12 августа президент Азербайджана Ильхам Алиев заявил, что маршрут новой дороги был согласован с Министерством обороны России, и обвинения в совершении односторонних действий по строительству нового маршрута необоснованны.
4 августа министр территориального управления и инфраструктуры Армении Гнел Саносян заявил, что строительство альтернативной Лачину дороги активно ведётся и будет завершено до весны следующего года. 5 августа министр территориального управления и инфраструктур НКР Айк Ханумян предупредил жителей расположенных на Лачинском коридоре Забуха и Лачына, что до 25 августа они должны покинуть эти населённые пункты. При этом Ханумян пообещал, что жителям будут выданы сертификаты на покупку жилья, если они, выселяясь, не будут сжигать свои дома и портить имущество. Тем не менее, в интернете появились ролики, на которых видно, как некоторые жители сжигают свои дома, чтобы они не достались азербайджанцам.
26 августа 2022 года, после строительства нового маршрута движения по Лачинскому коридору и передислокации туда миротворческого контингента, село полностью перешло под контроль Азербайджана

### Восстановление после войны
В 2023 году начались работы по перестройке села и строительству новых домов. С февраля по август 2023 года в селе Забух было построено 223 современных частных дома, а также обеспечена вся необходимая социальная инфраструктура.
25 августа 2023 года в Забух из Баку выехала первая группа переселенцев из 88 человек (20 семей), проживавших в том числе в Барде, Ширване и Мингечевире. На 30 марта 2024 года в селе проживало уже 819 человек.
30 апреля 2024 года две семьи вынужденных переселенцев вернулась в Забух, таким образом общее количество вернувшихся в село вынужденных переселенцев достигло 823 человека (217 семей).
Введён в строй магистральный водопровод протяжённостью 4,36 км.